# Marco Parnela
Marco Parnela (Orivesi, 5 januari 1981) is een Fins voormalig profvoetballer die als verdediger speelde.
In zijn jeugd voetbalde Parnela voor TSV 1860 München en Atletico Catania.
Hij debuteerde als prof voor het Zwitserse FC Thun. Na twee jaar vertrok hij naar FC Zwolle, om daar één jaar weinig te spelen en vervolgens naar Go Ahead Eagles te verkassen.
In 2001 speelde hij met Finland het jeugd-WK voetbal in Argentinië, waar hij in de groepsfase al werd uitgeschakeld.
Zijn laatste wedstrijd speelde hij op 21 november 2010 tegen zijn oude club FC Zwolle. In tien seizoenen als profvoetballer kwam hij tot 203 duels. Sinds 2011 richt hij zich op zijn maatschappelijke carrière en werkt hij voor het sportmerk Pelé.
Op 1 januari 2011 maakte Marco Parnela de overstap naar het amateurvoetbal en tekende hij een contract voor anderhalf jaar bij amateurhoofdklasser SVZW uit Wierden. In het seizoen 2012/13 speelde hij in Deventer voor De CJV-ers in de tweede klasse. In 2013 fuseerde die club tot RDC, waar hij tot 2016 zou spelen. Aansluitend werd hij co-trainer van het eerste team en van medio 2017 tot 2018 was hij hoofdtrainer bij RDC.

## Statistieken
| Seizoen | Club            | Land        | Competitie        | Wedstrijden | Doelpunten |
| ------- | --------------- | ----------- | ----------------- | ----------- | ---------- |
| 2001/02 | FC Thun         | Zwitserland | Challenge League  | 27          | 1          |
| 2002/03 | FC Thun         | Zwitserland | Ligue Nationale A | 6           | 0          |
| 2003/04 | FC Zwolle       | Nederland   | Eredivisie        | 8           | 0          |
| 2004/05 | Go Ahead Eagles | Nederland   | Eerste divisie    | 33          | 1          |
| 2005/06 | Go Ahead Eagles | Nederland   | Eerste divisie    | 33          | 4          |
| 2006/07 | Go Ahead Eagles | Nederland   | Eerste divisie    | 37          | 4          |
| 2007/08 | Go Ahead Eagles | Nederland   | Eerste divisie    | 14          | 0          |
| 2008/09 | Go Ahead Eagles | Nederland   | Eerste divisie    | 20          | 2          |
| 2009/10 | Go Ahead Eagles | Nederland   | Eerste divisie    | 18          | 3          |
| Totaal  | Totaal          | Totaal      | Totaal            | 196         | 15         |